# Alternate Data Streams
Alternate Data Streams (ADS) е функционалност на файловата система NTFS, позволяваща повече от един поток от данни да бъде асоцииран с файл, като се използва формата „име на файл:име на поток“ (напр., "text.txt:extrastream").
По този начин информацията, запазена в ADS, не увеличава видимият размер на файла с който е асоцииран допълнителният поток, и остава скрита – стандартните инструменти за работа с файлове в Windows, например Windows Explorer и командата dir (преди Windows Vista, когато бива добавен параметър /r, позволяващ показването на ADS-и, прикачени към файловете) не показват наличието на ADS.
Единственото, което се променя във файла към който е създаден ADS, е времето на последна редакция (информацията за което се съхранява в основния файлов поток).
Освен към файлове, ADS може да бъде използван и с директории. Формата за това е „информация:име на поток“ (напр., echo someinfo > :str.txt).
Потока ще бъде добавен към текущата директория (за избор на директория, предварително трябва да бъде навигирано до нея с cd).
Не е препоръчително ADS да бъде използван за съхранение на важна информация по ред причини. Когато файл към който е асоцииран допълнителен поток бъде прехвърлен на устройство, чиято файлова система е различна от NTFS (напр. USB флаш памет, оперираща под FAT), всички ADS-и към файла биват изтрити, тъй като бива запазван само основният файлов поток. Същото се случва, и когато такъв файл бъде изпратен по имейл, качен в Интернет, и т.н.
Нужно е особено внимание при използване на ADS с директории. Единственият начин за премахване на ADS, прикачен към директория, е нейното изтриване. По тази причина, ако създадем ADS към root директорията на Windows (%windir%), единственият начин да го премахнем ще бъде да форматираме.

## Zone.Identifier
Малък ADS с името Zone.Identifier бива добавян от Internet Explorer, а по-късно и от останалите браузъри, за да маркира файловете, свалени от външни места в Интернет като потенциално опасни да бъдат изпълнени на системата. На този ADS се дължи т.нар. „блокиране“ на файловете – появата на бутонче Unblock в Properties -> General на файла. 

Така Windows пита дали да отвори файла, когато той бъде стартиран. Когато потребителят каже, че не иска повече да бъде питано за това, този ADS бива изтриван.
Съдържанието на този поток, както и на всеки друг, може да бъде разгледано, като се отвори за редакция (напр. notepad filename.txt:Zone.Identifer).

## Място в сигурността
Много компютърни вируси използват ADS за да прикачват незабелязано зловреден код към легитимни файлове на операционната система. За това, много антивирусни програми в днешни дни сканират и за ADS към проверяваните файлове.